# Farid Dossajew

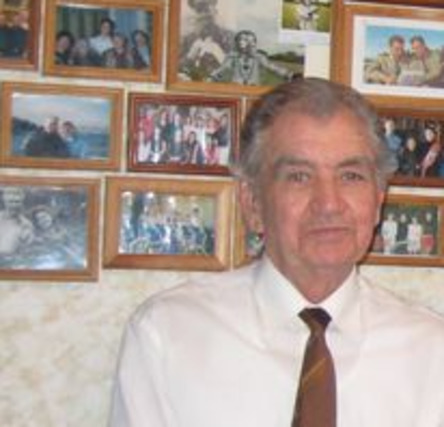
Farid Dossajew, 2015

Farid Abdulowitsch Dossajew (russisch Фарид Абдулович Досаев; * 6. März 1933 in Stalingrad) ist ein ehemaliger sowjetischer Schwimmer.
Dossajew war 1956 Mitglied des Schwimmteams der Sowjetunion bei den Olympischen Sommerspielen 1956 in Melbourne. Über 200 Meter Brust wurde er in seinem Vorlauf Dritter und verfehlte die Qualifikation für das Finale knapp.